# Incamyia perezi
Incamyia perezi är en tvåvingeart som beskrevs av Cortes och Campos 1971. Incamyia perezi ingår i släktet Incamyia och familjen parasitflugor. Inga underarter finns listade i Catalogue of Life.